# Joe Pesci
Joe Pesci (født Joseph Frank Pesci, 9. februar 1943 i Newark, New Jersey, USA) er en amerikansk skuespiller, komiker og sanger. 
Han er indenfor skuespillerfaget især kendt for sine skildringer af ofte maniske gangsterkarakterer, fx i Goodfellas, en rolle som han vandt en Oscar for. Derudover har han optrådt som komisk side-kick, fx i Dødbringende våben 2 og 3 og klodset tyv i Alene hjemme. I 1999 besluttede han sig for at indstille sin filmkarriere for i stedet at satse på en musikkarriere; i 2006 fik han dog et comeback som skuespiller i filmen The Good Shepherd.

## Biografi
Pesci, som er af italiensk afstamning, blev født i Newark som ligger nær New York.  Allerede da han var 5 år gammel begyndte han at optræde på forskellige scener der, og få år senere, som 10-årig, medvirkede han fast i et TV-show kaldet "Startime Kids".
Som voksen i 1960'erne begyndte Pesci dog at arbejde som barber, og fulgte derved i sin mors fodspor. Men samtidig udgav han albummet Little Joe Sure Can Sing under pseudonymet Joseph Richie. Pesci spillede også guitar for Joey Dee and the Starliters, og optrådte i Dees film "Hey, Let's Twist!", hvor han altså fik sin filmdebut.

### Filmkarriere
Hans gennembrud som skuespiller kom dog først i 1980, da han medvirkede sammen med Robert De Niro i Martin Scorseses boksefilm Tyren fra Bronx. Efterfølgende optrådte han flere gange sammen med De Niro i film som Once Upon a Time in America (hvor han blev castet på De Niros anbefaling), Goodfellas (for hvilken han modtog en Oscar for bedste mandlige birolle), og Casino. Dette makkerskab blev så berømt at det gav inspiration til en tilbagevendende sketch på TV-showet Saturday Night Live med navnet The Joe Pesci Show. (Den rigtige Pesci og De Niro dukkede op i en enkelt episode). Pesci var vært på showet den 10. oktober 1992, og under udsendelsen reparerede han det billede af den daværende pave Johannes Paul 2., som sangeren Sinead O'Connor i den forrige udsendelse havde revet i stykker.
Pesci medvirkede også i filmen Alene hjemme sammen med en god ven, han og Daniel Stern spillede nemlig de to klodsede tyveknægte, som forsøgte at bryde ind i Macaulay Culkins hus. Andre film, hvor Pesci ikke portrætterede en gangster var først og fremmest JFK  og My Cousin Vinny.

### Sangkarriere
I 1998 udsendte han et nyt musikalbum; Vincent LaGuardia Gambini Sings Just for You, bl.a. indeholdt singlen "Wise Guy". Året efter annoncerede Pesci at han trak sig tilbage som filmskuespiller for at hellige sig en musikkarriere. Pesci vendte dog tilbage til filmen, da han medvirkede i en cameorolle i De Niros film The Good Shepherd fra 2006. Pesci spiller desuden "Charlie Bontempo" i dramaet Love Ranch, hvor han spiller sammen med Helen Mirren.

## Filmografi
| År   | Film                                   | Rolle                        | Bemærkninger                                                                                |
| ---- | -------------------------------------- | ---------------------------- | ------------------------------------------------------------------------------------------- |
| 1961 | Hey, Let's Twist                       | Danser i The Peppermint Club | ukrediteret                                                                                 |
| 1969 | Out Of It                              | Michael                      |                                                                                             |
| 1976 | The Death Collector                    | Joe Salvino                  |                                                                                             |
| 1980 | Tyren fra Bronx                        | Joey LaMotta                 | BAFTA Award; Nomineret til - Academy Award for bedste birolle; Nomineret til - Golden Globe |
| 1982 | Dear Mr. Wonderful                     | Ruby Dennis                  |                                                                                             |
| 1982 | I'm Dancing as Fast as I Can           | Roger                        |                                                                                             |
| 1983 | Easy Money                             | Nicky Cerone                 |                                                                                             |
| 1984 | Once Upon a Time in America            | Franky Minaldi               |                                                                                             |
| 1984 | Tutti dentro                           | Corrado Parrisi              |                                                                                             |
| 1984 | Eureka                                 | Mayakofsky                   |                                                                                             |
| 1987 | Man on Fire                            | David Coolidge               |                                                                                             |
| 1988 | Moonwalker                             | Mr. Big                      |                                                                                             |
| 1988 | The Legendary Life of Ernest Hemingway |                              |                                                                                             |
| 1989 | Dødbringende våben 2                   | Leo Getz                     |                                                                                             |
| 1990 | Betsy's Wedding                        | Oscar Henner                 |                                                                                             |
| 1990 | Goodfellas                             | Tommy DeVito                 | Bedste mandlige birolle - Nomineret - Golden Globe                                          |
| 1990 | Alene hjemme                           | Harry Lime                   |                                                                                             |
| 1990 | Catchfire                              | Leo Carelli (ukrediteret)    | aka Backtrack                                                                               |
| 1991 | The Super                              | Louie Kritski                |                                                                                             |
| 1991 | JFK                                    | David Ferrie                 |                                                                                             |
| 1992 | Min fætter Vinny                       | Vincent LaGuardia Gambini    |                                                                                             |
| 1992 | Dødbringende våben 3                   | Leo Getz                     |                                                                                             |
| 1992 | The Public Eye                         | Leon Bernstein               |                                                                                             |
| 1992 | Alene hjemme 2: Glemt i New York       | Harry Lime                   |                                                                                             |
| 1993 | A Bronx Tale                           | Carmine                      |                                                                                             |
| 1994 | Jimmy Hollywood                        | Jimmy Alto                   |                                                                                             |
| 1994 | With Honors                            | Simon Wilder                 |                                                                                             |
| 1995 | Casino                                 | Nicky Santoro                |                                                                                             |
| 1997 | 8 Heads In A Duffel Bag                | Tommy Big Balls              |                                                                                             |
| 1997 | Gone Fishin'                           | Joe Waters                   |                                                                                             |
| 1998 | Dødbringende våben 4                   | Leo Getz                     |                                                                                             |
| 2006 | The Good Shepherd                      | Joseph Palmi                 |                                                                                             |
| 2010 | Love Ranch                             | Charlie Bontempo             |                                                                                             |
| 2019 | The Irishman                           |                              |                                                                                             |